# Sensi (film)
Sensi è un film italiano del 1986 diretto da Gabriele Lavia.

## Trama
Manuel è un freddo sicario professionista che, entrato in possesso d'una lista compromettente di nomi che non avrebbe mai dovuto conoscere, è divenuto un pericolo anche per l'organizzazione di appartenenza ed è braccato dai suoi capi per essere ucciso. Si rifugia così a Roma in una casa d'appuntamenti gestita dalla sua vecchia amante Micòl. Qui conosce Vittoria, prostituta d'alto bordo misteriosa e affascinante che ama avventurarsi in giochi erotici benché dichiari d'essere già sposata.
Tra i due scocca la passione e insieme precipitano in un delirio di sensi: in realtà, Vittoria è al soldo dei capi di Manuel – tra cui spicca la figura centrale, il suo finto marito –, incaricata di sedurlo e ottenere informazioni sul prezioso elenco, per poi ucciderlo. Manuel le confessa di avere gettato la lista di nomi, ma di custodirla nella memoria. Giunge infine il giorno stabilito per eliminare il killer: al segnale convenuto d'una telefonata anonima, Vittoria punta la pistola contro il suo amante, che ha intuito sin dall'inizio il piano dei suoi nemici.
Vinta dall'amore per l'uomo, Vittoria non gli spara, e finge di avere portato a compimento l'ordine, lanciando ai malavitosi un altro segnale pattuito. Questi giungono nella stanza che doveva essere teatro del crimine e vengono freddati. Manuel uccide poi però anche Vittoria, conscio di non potere conciliare quella relazione con la propria vita di criminale fuggiasco.